# 奥克什塔特
奥克什塔特（法語：Hochstatt，发音：[okʃtat] 或 [oxʃtat]）是法国上莱茵省的一个市镇，属于阿尔特基什区（Altkirch）和阿尔特基什县（Altkirch）。该市镇总面积8.55平方公里，2009年时的人口为2152人。

## 地名发音问题
该地名Hochstatt来源于德语，拼读方式不符合法语正字法，其当地的标准发音为[oxʃtat]，因法语中无[x]音，多数法国人会以[k]音代替，读作[okʃtat]，根据实际发音其应译作“奥克什塔特”，《世界地名翻译大辞典》中将其按非标准发音译作“奥克斯塔特”。

## 人口
奥克什塔特人口变化图示